# Баркун, Николай Яковлевич
Николай Яковлевич Баркун (бел. Мікалай Якаўлевіч Баркун; род. 6 марта 1937, д. Лешница, Белорусская ССР) — бригадир комсомольско-молодёжной бригады Минского радиозавода производственного объединения «Горизонт» Министерства промышленности средств связи СССР. Герой Социалистического Труда (1976).
С 1958 года — слесарь-инструментальщик, с 1976 года — бригадир комсомольско-молодёжной бригады Минского радиозавода производственного объединения «Горизонт».
Указом Президиума Верховного Совета СССР от 29 марта 1976 года за успехи в выполнении заданий 9-й пятилетки, большой вклад в повышение эффективности производства и качества продукции был удостоен звания Героя Социалистического Труда с вручением ордена Ленина и золотой медали «Серп и Молот».
Депутат Верховного Совета СССР с 1979 года.